# Ziziphus palawanensis
Ziziphus palawanensis är en brakvedsväxtart som beskrevs av Adolph Daniel Edward Elmer. Ziziphus palawanensis ingår i släktet Ziziphus och familjen brakvedsväxter. Inga underarter finns listade i Catalogue of Life.